# エンブリヲ
『エンブリヲ』は、小川幸辰による日本の漫画作品。『月刊アフタヌーン』（講談社）にて1994年8月号から1996年1月号まで連載された。

## 概要
高校生達が突然変異によって発生した虫に襲われるといった内容のパニック系ホラー作品。作者のアクの強い絵柄とグロテスクな虫の描写で読者に強烈なインパクトを与えた。その一方で独特な虫の設定、虫に子供を産み付けられた少女と彼女を取り巻く人々の心理描写も特徴となっている。
単行本はアフタヌーンKCより全3巻が発売されたが、後に絶版。その後、2008年にエンターブレインから復刻版（同じく全3巻）が発売された。

## あらすじ
朔良市にある県立将門高校に通う少女、布良衿子は生物部に所属する虫好きの少女。ある時、衿子は森で謎の虫に首の後ろを刺されてしまう。
その後、学校で人々が衿子を刺したものと同じ虫たちに襲われるという事件が発生すると同時に、衿子は刺されたところに違和感を覚えていた。実は衿子は虫に子供を産み付けられていたが、彼女は次第にその子供に愛情を感じていき、それを産むことを決意する。一方、虫による被害はさらに拡大していく。

## 登場人物
布良 衿子（めら えりこ）
本作の主人公。将門高校3年A組の生徒。明るい性格。虫が大好きな少女で生物部に所属。ある時、学校の裏の森で「虫」に刺され、子供を産み付けられる。その後、学校で人々が「虫」に襲われる事件が発生した時、事件の元凶としてクラスメイトから目の敵にされ、不登校となってしまう（後に復帰）。「虫」に子供を産み付けられたことを知ってなお愛情を感じ、それを産むことを決意する。その後、学校の地下で「虫」の「女王」に会って「虫」たちの真の目的を知り、それを止めることを決意する。
「虫」に子供を産み付けられた後は、他人の心を読んだり、「虫」たちと意思疎通ができるようになった。
最終回でついに「虫」の子供を出産するが、それによる痛みとショックによって幼児退行してしまう。そしてしばらく経った後、無事に回復した。
三里塚 宗吾（さんりづか そうご）
将門高校の生徒で衿子の彼氏。2年生。「虫」に子供を産み付けられた衿子のことを心配しており、衿子が「虫」の子供を産むことを決意した時も反対し続けていた。しかし、後に衿子の意志の強さを感じ取り、彼女を認めるようになる。
羊歯野 苔造（しだの こけぞう）
衿子の友人でクラスメイト。生物部の部長を務めている。理知的な性格をしている。生物に関する知識が豊富で、「虫」の生態や性質をいち早く突き止めた。三里塚と同じく、「虫」に子供を産み付けられた衿子のことを心配している。
勝浦 透（かつうら とおる）
将門高校の3年A組の生徒で学級委員長。成績優秀だが陰険な性格をしており、鴨川に対していじめを働いていた。さらに、学校で「虫」の事件が発生した時、衿子を目の敵にして嫌がらせをし、不登校に追い込んだ。最終回では事件に巻き込まれたことによるショックで、転校する。
鴨川 尊志（かもがわ たかし）
将門高校の生徒で衿子のクラスメイト。太った体型の気弱な少年。勝浦にいじめを受けており、衿子に助けられていた。その恩から、衿子が友人たちと「虫」の正体を突き止めるために学校の裏の森に行こうとした時、彼女を助けたいと思ったことから同行したが、衿子と同様に「虫」に子供を産みつけられる。その後、学校のテストでひとりでに答えが見えるなどの能力が発現して成績が上がっていき、ついには学年トップの成績を取るほどの優等生となった。だが、原因は不明ながら「虫」の子供が喉を突き破って体外に出てきたことで重傷を負う。その後、どうなったのかは不明。
香取 裕美（かとり ゆみ）
将門高校の生徒で衿子の友人。衿子と同じく生物部に所属。当初は三里塚と同様に「虫」の子供を産むことに反対していたが、三里塚と共に「虫」に襲われた時、「虫」に謎の幻影を見せつけられて考え方を変え、衿子が「虫」の子供を産むことに賛同するようになる。
麦丸（むぎまる）
将門高校の生徒で生物部員の1人。眼鏡をかけたやや小太りな体型の少年。空気を読めない言動が目立つ。
布良 麻奈（めら まな）
衿子の妹。「虫」に子供を産み付けられたことで様子が変わった衿子のことを気遣っている。
久留里（くるり）
将門高校の教師。2年前に生物部の顧問を担当していた。海外研修で学校を去っていたが、「虫」による事件が起きた際には戻ってきた。衿子が不登校になっていた頃、羊歯野たち生物部員に「虫」の正体に関するヒントを与える。

## 設定・用語

### 舞台
本作の舞台は、朔良（さくら）市という架空の都市である。衿子たちの通う県立将門高校の近くには結城沼という沼がある。
将門高校
衿子たちが通う県立高校。結城沼の近くに建っている。制服は男子、女子共にブレザー。校舎のモデルは当時の作者の家の近所にある学校であるとのこと。
結城沼
将門高校の近くにある沼。戸根川という川に通じる運河があり、そこには洪水を防ぐための水門がある。水門が建てられる以前は川から泥や汚染物が流れ込み、さらに水門はその後も開かれることは無かったため、汚染が進んでいった。そのような状況から「虫」が生まれ、現在は「虫」の生息地となっている。事件後は衿子が産んだ「虫」の子供が生息しており、さらにそれが原因かは不明だが浄化が進んでいるという。
復刻版第3巻のおまけ漫画では、最終回から数年後の結城沼にさらなる未知の生物たちが棲み始め、そのコロニーが形成されている様子が描かれている。

### 「虫」
結城沼の汚染によって誕生した新種の虫。芋虫に近い外見をしている。尻尾には産卵管が存在し、脊椎動物の脊椎に胚、つまり子供を産み付けて繁殖するという特殊な性質をもつ。母体は、子供を産みつけた後に死んでしまう。
人間の女性の場合、子供はまず首の後ろに産み付けられる。宿主から養分やホルモンを吸収した子供は、変態を繰り返しながら背骨を伝って子宮まで移動した後、人間と同様に子宮内への着床を経て胎内でさらなる成長を遂げ、分娩するような形で羽化を完了する。なお、人間の男性の場合にどのようにして生まれてくるのかは不明。成虫は大きな翅を持った姿をしており、高周波の鳴き声を出せる。
「虫」たちには「女王」が存在し、彼らはその命令に従って動いている。「女王」は将門高校の地下に巣を作り、「虫」たちを扇動していた。その目的は、生息地の結城沼から近く人間が多く集まる閉鎖的な場所である将門高校を利用し、「虫」たちに子供を校内の人々へ産み付けさせて残りの人々は自らの子供たちを育てるための「食料」とすることによる、学校の「牧場」化であった。
知能は高いようで、人間には理解できない独特の言語を用いて意思疎通を図っている。ただし、「虫」を産み付けられた人間だけはその言語を理解できる。また、口から丈夫な糸を吐き出せるほか、それを束ねて頑丈な壁を作り出すこともできる。

## 備考
復刻版では描き下ろしのおまけ漫画が収録されている。ただし、作者の現在の「おがわ甘藍」名義の時の絵柄で描かれている。